# Tord Henriksson

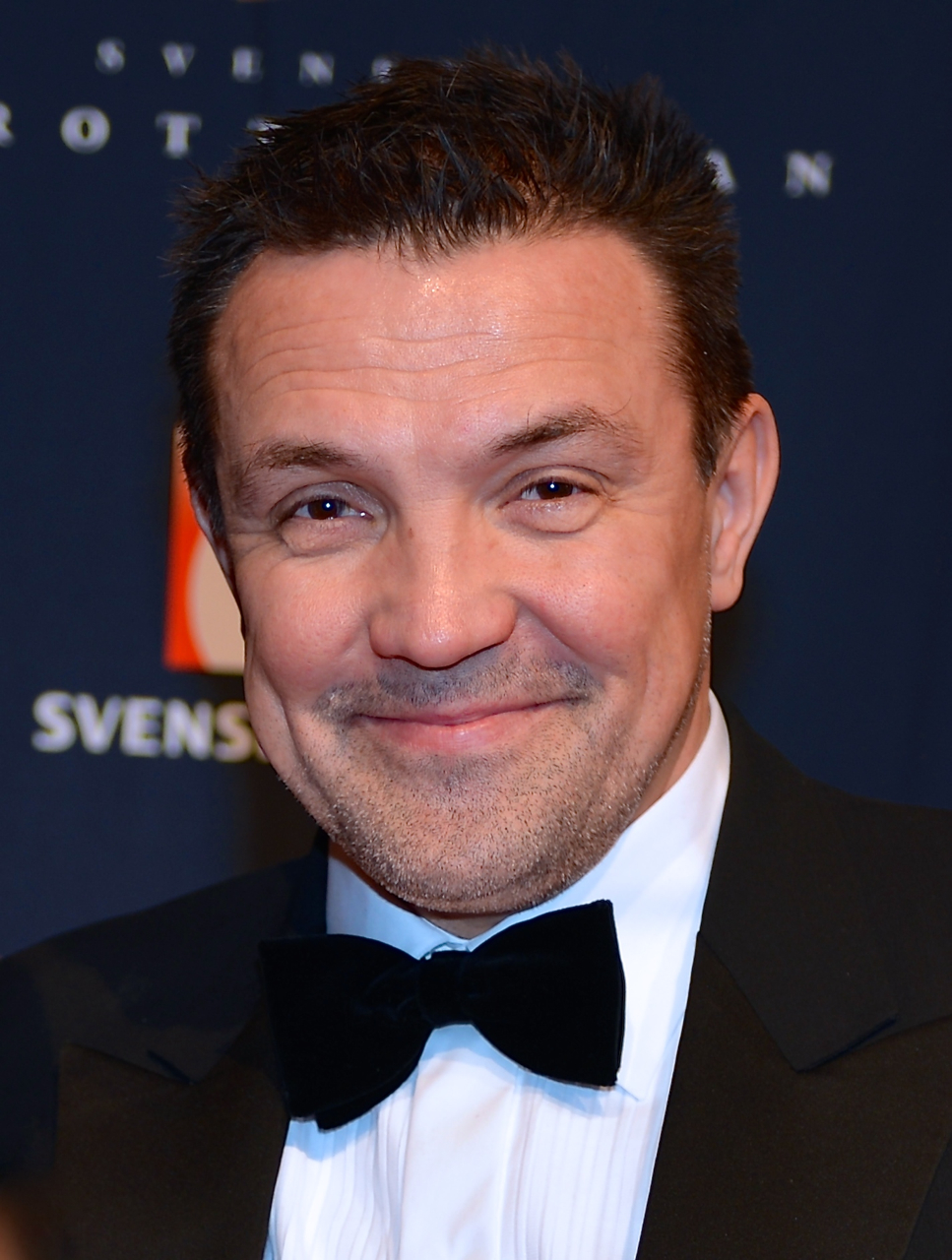
Tord Henriksson im Januar 2014

Tord Henriksson (Tord Erik Stefan Henriksson; * 13. April 1965 in Karlstad) ist ein ehemaliger schwedischer Dreispringer.
1989 gewann er Silber bei der Universiade. Im Jahr darauf holte er Bronze bei den Halleneuropameisterschaften 1990 in Glasgow und scheiterte bei den Europameisterschaften in Split in der Qualifikation.
1991 gewann er Bronze bei den Hallenweltmeisterschaften in Sevilla und wurde Fünfter bei den Weltmeisterschaften in Tokio.
Bei den Olympischen Spielen 1992 in Barcelona und bei den Weltmeisterschaften 1993 in Stuttgart schied er in der Vorrunde aus, und bei den Weltmeisterschaften 1995 in Göteborg wurde er Neunter.
Sechsmal wurde er Schwedischer Meister (1987, 1989–1991, 1993, 1995) und dreimal Schwedischer Hallenmeister (1990, 1991, 1993). 1985 wurde er Norwegischer Hallenmeister, 1987 Dänischer Hallenmeister und 1991 Japanischer Meister.
Er ist mit der ehemaligen Mittelstreckenläuferin Maria Akraka verheiratet.

## Persönliche Bestleistungen
- Dreisprung: 17,21 m, 4. Juli 1993, Bad Cannstatt
  - Halle: 17,26 m, 19. Februar 1991, Stockholm